# Allanwatsonia lugubris
Allanwatsonia lugubris är en fjärilsart som beskrevs av Hoffmann 1936. Allanwatsonia lugubris ingår i släktet Allanwatsonia och familjen björnspinnare. Inga underarter finns listade i Catalogue of Life.